# Chris McCausland
Christopher John McCausland (Liverpool, Inglaterra, 15 de junio de 1977) es un comediante y actor británico. Es conocido por el público televisivo por su papel de Rudi en el programa Me Too! de CBeebies. Actúa con regularidad en locales de comedia de todo el Reino Unido, como The Comedy Store. McCausland es ciego debido a una retinosis pigmentaria.
En diciembre de 2024, McCausland ganó la vigesimosegunda temporada de Strictly Come Dancing de la BBC, junto con la bailarina profesional Dianne Buswell.

## Primeros años
Christopher John McCausland nació el 15 de junio de 1977 en West Derby Village, Liverpool y vive en Surbiton, cerca de Kingston upon Thames, desde 1996, tras trasladarse allí para estudiar en la Universidad de Kingston. En 2000 se licenció con honores en ingeniería de software. Tras una temporada como desarrollador web, el deterioro de su vista le hizo cambiar de rumbo y trabajar en ventas durante varios años, periodo en el que empezó a hacer comedia de stand up en 2003.

## Comedia stand-up
En julio de 2003, McCausland se presentó por primera vez a una noche de comedia en una sala situada encima de un pub de Balham. En su primer año de actuación, ganó el concurso Jongleurs J2O Last Laugh, quedó segundo en el Laughing Horse New Act of The Year y tercero en el concurso So You Think You're Funny de Channel 4.
Entre 2005 y 2012, llevó seis espectáculos de stand up al Festival de Edimburgo y en 2011 fue galardonado con el premio a la diversidad creativa por comedia por un jurado de Channel 4 entre los que también se encontraban BBC, ITV y Sky. Ha actuado en todo el mundo, incluidos Asia y Oriente Medio, y viaja regularmente por el Reino Unido actuando en los principales clubes de comedia del país. Apareció en Live at the Apollo de la BBC el 4 de enero de 2018 y presentó el programa el 7 de enero de 2022.

## Televisión
En 2014, McCausland protagonizó un anuncio televisivo nacional para Barclays, en el que promocionaba las ventajas de sus nuevos cajeros automáticos parlantes. También en 2014, protagonizó la serie de Jimmy McGovern, Moving On, junto a Anna Crilly y Neil Fitzmaurice. En 2012, apareció junto a otros cómicos en el episodio benéfico «Comedians Special» de Jimmy Carr en Celebrity Deal or No Deal.
Apareció en tres temporadas de At The Comedy Store en 2008 para Paramount Comedy, así como en 2010 y 2012 para Comedy Central. En 2010, apareció en el programa de fin de año de la BBC One, Unwrapped with Miranda Hart. En 2011, apareció en la serie de ITV, Stand-up Hero.
McCausland también fue uno de los personajes principales de la serie de CBeebies, Me Too!, en la que interpretó a Rudi, el comerciante del mercado. Rodada en 2006, se emitió en CBeebies e internacionalmente hasta abril de 2016. El 20 de agosto de 2018, apareció en la longeva telenovela de la BBC, EastEnders.
El 18 de octubre de 2019, apareció en el programa de paneles de comedia de la BBC, Would I Lie to You?
McCausland se ha establecido como panelista regular en el programa de noticias satírico de la BBC, Have I Got News for You, haciendo seis apariciones desde su debut en noviembre de 2019. Su aparición más reciente fue en mayo de 2024.
En febrero de 2020 apareció en un episodio de 8 Out of 10 Cats Does Countdown en Channel 4. McCausland obtuvo una alta puntuación durante todo el episodio, jugando solo de memoria, y adivinó correctamente el difícil final del juego «Countdown Conundrum» antes que los panelistas videntes. Durante el programa, el presentador Jimmy Carr vendó los ojos a los demás concursantes y les animó a jugar sin vista.
El 15 de enero de 2021, apareció de nuevo en el programa de la BBC, Would I Lie to You?
En julio de 2022, Channel 4 anunció que McCausland presentaría una serie de reportajes de viajes de cuatro capítulos, titulada provisionalmente The Wonders of the World I Can't See. La serie se emitió en junio y julio de 2023.
En abril de 2023 fue concursante en la serie de telerrealidad de Channel 4, Scared of the Dark. En diciembre de 2023 fue concursante en el programa de Richard Osman's House of Games.
En marzo de 2024 apareció en el quinto episodio de la decimotercera temporada de Not Going Out, «The Train». El 29 de junio de 2024 se estrenó en ITV1 su programa de entrevistas de los sábados por la mañana, The Chris McCausland Show.
Desde septiembre de 2024, McCausland compitió en la vigesimosegunda temporada del programa de la BBC, Strictly Come Dancing, en el que formó pareja con la bailarina profesional Dianne Buswell. Fue el primer concursante ciego que aparece en el programa. La pareja logró llegar a la final y ser los ganadores de la temporada.
Apareció como panelista en The Big Fat Quiz of the Year en 2024, emparejado con Maisie Adam. Algunos telespectadores se quejaron de que el concurso incluía muchos elementos visuales, sin tener en cuenta su discapacidad visual.
Interpretó al personaje de Scott en la película Bad Tidings, estrenada el 22 de diciembre de 2024. El 23 de diciembre, se anunció que McCausland pronunciaría el mensaje navideño alternativo anual de Channel 4, el día de Navidad, en el que pediría el fin de la discriminación contra las personas discapacitadas.

## Radio
McCausland fue uno de los invitados del programa de la BBC Radio 4, The Museum of Curiosity en febrero de 2023. Su hipotética donación a este museo imaginario fue «un disco de vinilo».
Desde marzo de 2023, es presentador de un juego de mesa redonda de Radio 4 sobre clips de sonido, llamado You Heard It Here First.
En abril de 2024, apareció en el programa Room 101 de BBC Radio 4.
En enero de 2025, McCausland y su pareja de Strictly, Dianne Buswell, comenzaron un nuevo pódcast llamado Winning Isn't Everything.

## Vida personal
McCausland vive con su esposa y su hija.
Su ceguera se debe a retinosis pigmentaria, una enfermedad genética que afectó tanto a su madre como a su abuela. McCausland perdió completamente la vista a los 22 años.

## Lectura complementaria
- Rose, Beth (24 de junio de 2022). «How does blind comedian Chris McCausland play the HIGNFY picture round?». BBC News. Consultado el 11 de enero de 2024.
- Logan, Brian (20 de junio de 2022). «Chris McCausland: Speaky Blinder review – genial gags for midlife grumps everywhere». The Guardian. Consultado el 11 de enero de 2024.